# Piero Zuffi
Pietro Zuffi detto Piero (Imola, 28 aprile 1919 – Roma, 10 agosto 2006) è stato uno scenografo italiano.
È stato anche decoratore, costumista e regista.

## Biografia
Pietro Zuffi nasce a Imola il 28 aprile 1919. Adolescente, rimane orfano del padre Giuseppe. La madre, Domenica Dall'Osso, asseconda l'indole artistica del giovane Pietro mandandolo a lezione dal pittore imolese Tommaso Della Volpe. Il fratello Gino (nato nel 1914), nel frattempo, è emigrato in Perù. Nel 1934 anche Pietro emigra in Sudamerica, chiamato in Cile da uno zio materno che intende avviarlo alla professione di commerciante di carne. Poco tempo dopo capisce che quella non è la sua professione. Questo spinge Pietro a raggiungere il fratello Gino: insieme aprono un atelier di decorazioni pubblicitarie per negozi e locali pubblici. In questo periodo rimane affascinato dalla natura sudamericana e dalla cultura precolombiana che lo condizionerà negli anni a venire. Disegna, fotografa e dipinge con tecnica ad olio i temi che maggiormente lo ispirano. Realizza diverse mostre personali a Lima, la capitale peruviana. Nel 1942 realizza una pittura parietale "Peruviae Auriferae Regionis Typus A. 1574" per l'ingresso del palazzo del Banco Centrale del Perù, in occasione del IV centenario della scoperta dell'Amazzonia e decorazioni parietali per il Cine-Teatro Centrale di Lima dedicate agli elementi tipici delle diverse culture antiche (egiziana, sumera, romana e precolombiana).
Tornato in Europa nel 1943 per assolvere agli obblighi di leva, s'iscrive all'Accademia di belle arti di Firenze. Dal 1948 al 1951 si stabilisce a Parigi dedicandosi principalmente alla pittura. Nel 1952 torna in Italia: si stabilisce a Milano, dove incontra Giorgio Strehler. È l'inizio di una lunga carriera nella scenografia teatrale. Per il Piccolo Teatro collabora all'allestimento di due tragedie di Shakespeare Macbeth (1953) e Giulio Cesare (1954). Nel 1954 debutta al Teatro alla Scala realizzando scene e costumi per l'Alceste di Gluck (direttore Carlo Maria Giulini, protagonista Maria Callas). La collaborazione dura un decennio. Cura gli allestimenti all'Arena di Verona, come quelli per l'Aida nel 1958. Lavora con Vittorio Gassman, Marcello Mastroianni, Monica Vitti.
Zuffi inaugura la sua breve carriera nel mondo cinematografico curando scene e costumi del film di Roberto Rossellini, Il generale Della Rovere (con Vittorio De Sica e Sandra Milo). Sono poche le scenografie cinematografiche che ha curato, ma hanno tutte lasciato il segno. Le più significative sono La notte di Michelangelo Antonioni (1961) e, l'anno seguente, un atto del celebre Boccaccio '70, per la regia di Federico Fellini. Ha anche lavorato con Mario Camerini. Qualche anno dopo la sua ultima scenografia, cura la regia del film Colpo rovente (1970, protagonisti Carmelo Bene e Barbara Bouchet), con la sceneggiatura scritta insieme a Ennio Flaiano.
Nel 1988 riesce a riportare in scena l'Aida all'Arena di Verona, curando questa volta anche la regia. Poi progetta e dirige la cerimonia di apertura dei Mondiali di calcio del 1990, celebratasi allo Stadio di San Siro a Milano. Ha insegnato presso l'Accademia di belle arti di Bari.
Nel 1992 viene incaricato dal governatore dello Stato di New York, Mario Cuomo, di progettare la cerimonia dei festeggiamenti per il Cinquecentesimo Anniversario della Scoperta dell'America (celebrazioni Colombiane) a New York. Purtroppo, malgrado l'enorme mole di lavoro profusa da Zuffi, il progetto non trova compimento
Negli anni seguenti Zuffi, ormai dimenticato dal mondo della cultura e dello spettacolo, cade in uno stato di isolamento e di ristrettezze economiche. Ottiene il beneficio della legge Bacchelli.
Muore suicida a Roma nel 2006.

## Dopo la morte
Nel 2019, in occasione del centenario della sua nascita, la Fondazione della Cassa di Risparmio di Imola, in collaborazione con l'Associazione culturale "Segni del Moderno", ha realizzato una mostra dedicata a Pietro Zuffi dal titolo Pietro Zuffi. Uno scenografo tra la Scala e Cinecittà. 

## Filmografia
- Il generale Della Rovere (1959), regia di Roberto Rossellini, (scenografo, architetto-scenografo e costumista)
- I sogni muoiono all'alba (1961), regia di Mario Craveri, Enrico Gras e Indro Montanelli, (scenografo, architetto-scenografo)
- La notte (1961), regia di Michelangelo Antonioni, (scenografo)
- Che gioia vivere (1961), regia di René Clément, (scenografo)
- I briganti italiani (1961), regia di Mario Camerini, (scenografo)
- Boccaccio '70 (1962) (II atto "Le tentazioni del dottor Antonio", regia di Federico Fellini), (scenografo, costume e guardaroba)
- Colpo rovente (1970), (regista e sceneggiatore)